# Ozeanität
Die Ozeanität, auch Maritimität, ist die Abhängigkeit des Küsten- oder Kontinentalklimas von den großen Meeresflächen. In der Klimaforschung und Meteorologie wird ein Zusammenhang zwischen der Wirkung großer Wasserflächen auf – auch weit entfernte – Festlandgebiete hergestellt, um verlässliche Wettervorhersagen zu erbringen. Die gegenteilige Abhängigkeit wird Kontinentalität genannt.